# Czaple (powiat górowski)
Czaple – osada w Polsce, położona w województwie dolnośląskim, w powiecie górowskim, w gminie Wąsosz.
Wchodzi w skład sołectwa Lubiel.
Do 2024 miejscowość była przysiółkiem wsi Lubiel. 
W latach 1975–1998 przysiółek należał administracyjnie do województwa leszczyńskiego.